# Hyuganatsu
Хюганацу (Citrus tamurana, яп. 日向夏) — цитрусова рослина що вирощується в Японії. Назва походить від Hyūga, давньої назви префектури Міядзакі в Кюсю звідки походить рослина, тоді як "natsu" (яп. 夏) означає літо. Хюганацу, вирощений за межами Кюсю, іноді поставляється під різними назвами. Такими як Konatsu (яп. 小夏) , Tosakonatsu (яп. 土佐小夏) або New Summer Orange (яп. ニューサマーオレンジ).

## Походження
Кажуть, що саджанець хюганацу був знайдений у саду Міядзакі десь у 1820-х роках, після чого його почали широко культивувати по всьому регіону. Вважається, що це або мутований Юзу, або ймовірніше випадковий гібрид Юзу та Помело.

## Опис
Плід середнього розміру, форма округла або злегка видовжена. При дозріванні стає світло-жовтим. Його м'якоть соковита і солодка з трохи кислуватим присмаком. Його зазвичай їдять розрізаним, посипаним цукром і з більшою частиною його досить товстої серцевини.
Фруктова олія містить більше транс-β-фарнезену, l-карвону та має більшу кількість кетонів, ніж інші цитрусові.

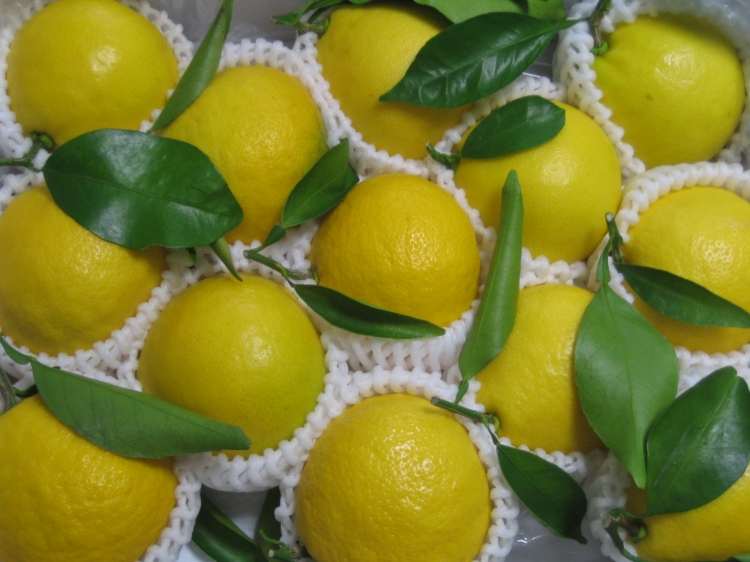
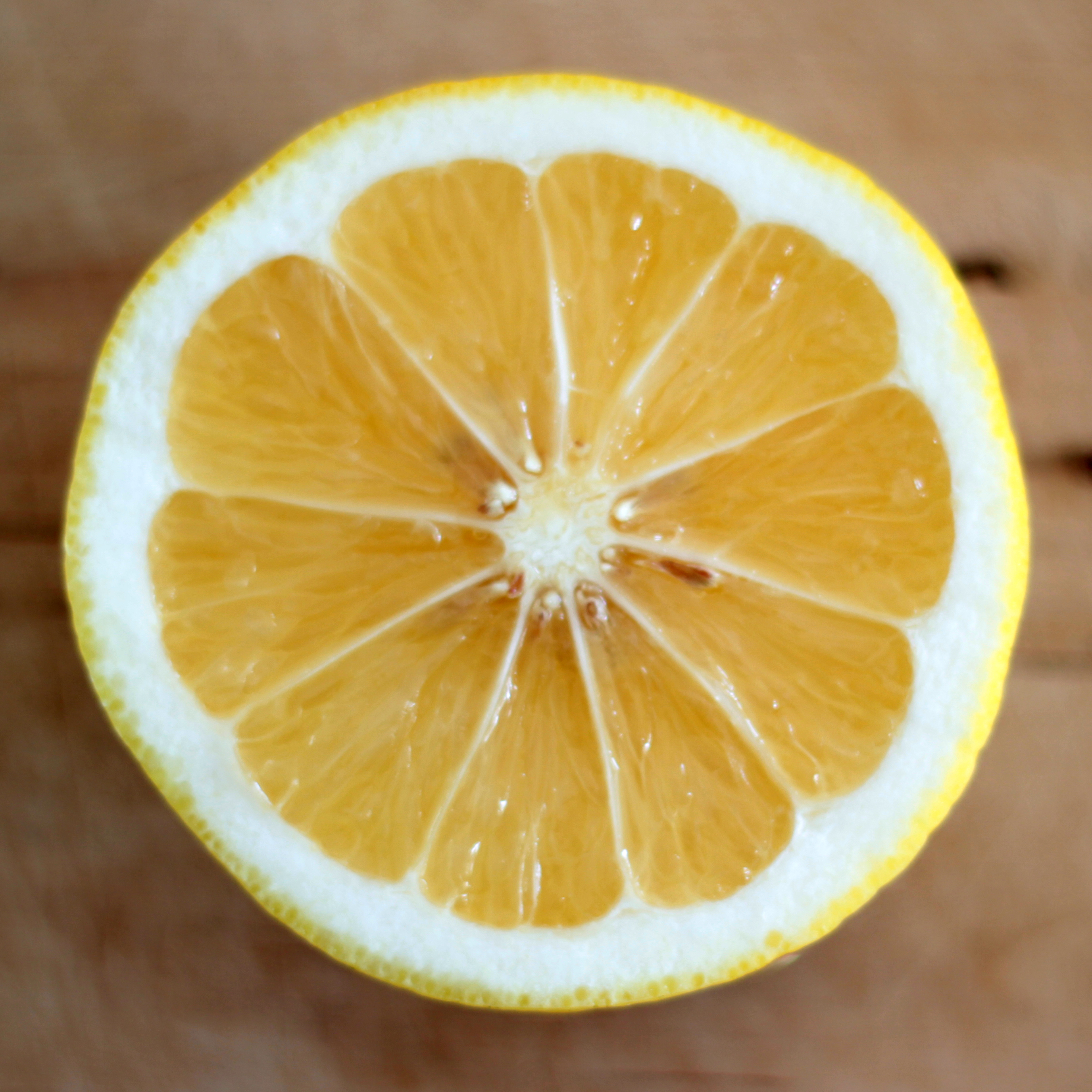
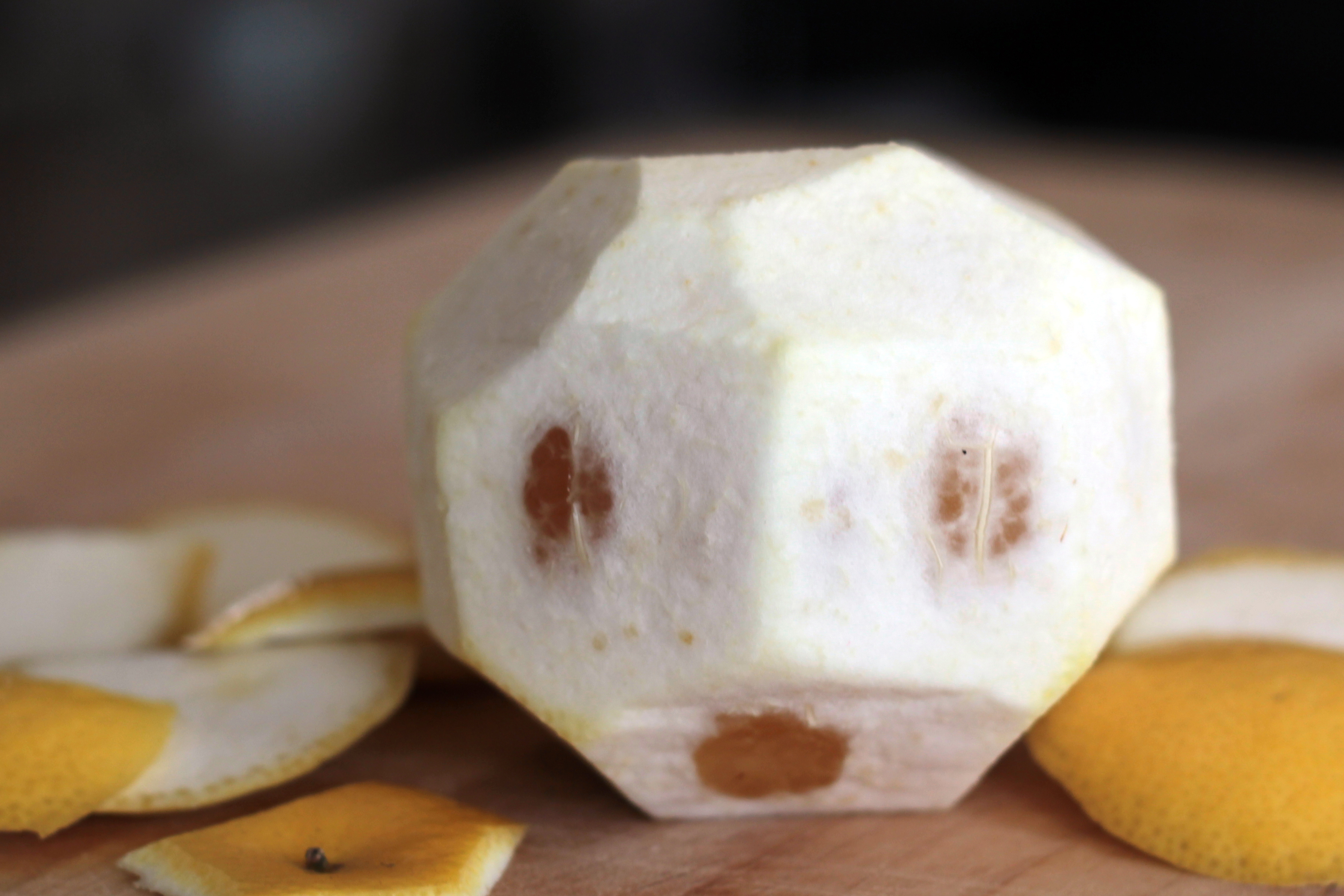
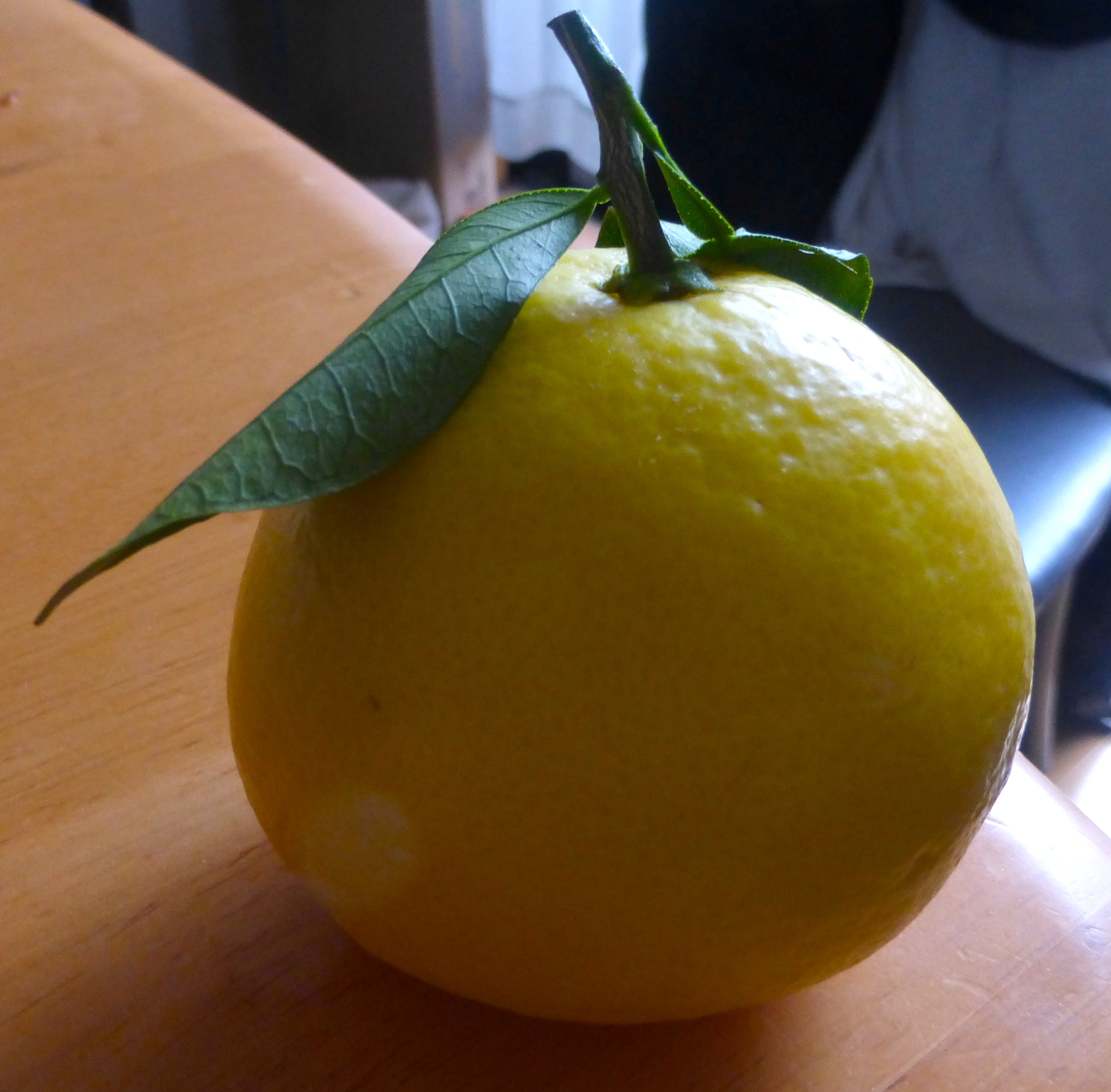